# Aston Martin DBX
Aston Martin DBX är en CUV som den brittiska biltillverkaren Aston Martin presenterade i november 2019.

## Motor
| Modell | Motor              | Cylindervolym | Effekt                 | Vridmoment             | Bränslesystem              |
| ------ | ------------------ | ------------- | ---------------------- | ---------------------- | -------------------------- |
| DBX    | 8-cyl V-motor DOHC | 3982 cm³      | 550 hk vid 6 500 v/min | 700 Nm vid 2 200 v/min | Direktinsprutning, biturbo |